# Boise (Schiff)
Die USS Boise (Kennung: CL-47) war ein Leichter Kreuzer der Brooklyn-Klasse der United States Navy. Sie nahm am Pazifikkrieg teil und wurde 1951 an Argentinien verkauft.

## Geschichte
Die Boise wurde am 1. April 1935 bei der Newport News Shipbuilding and Dry Dock Company in Newport News, Virginia, auf Kiel gelegt. Der Stapellauf fand am 3. Dezember 1936 statt und sie wurde am 12. August 1938 unter dem Kommando von Captain B. V. McCandlish in Dienst gestellt.
Im Februar 1939 schloss sich die Boise nach einer Testfahrt nach Monrovia, Liberia und Kapstadt der 9. Kreuzerdivision in San Pedro, Kalifornien, an. Bis November 1941 operierte sie an der Westküste und vor Hawaii. Danach begleitete sie einen Konvoi nach Manila auf den Philippinen, wo sie am 4. Dezember einlief.
Während des Ausbruchs des Pazifikkrieges befand sie sich vor Cebu. Sie schloss sich der Task Force 5 in Ostindien an, aber am 21. Januar 1942 lief sie auf eine nicht kartierte Sandbank in der Sapestraße und musste nach Colombo auf Ceylon und schließlich zum Mare Island Naval Shipyard zurückkehren. Nach der Reparatur begleitete sie einen Konvoi nach Auckland, Neuseeland. Dann lief sie nach Pearl Harbor und war vom 31. Juli bis zum 24. August 1942 an einer Operation in japanischen Gewässern beteiligt, um die Aufmerksamkeit der Japaner von den Landungen auf Guadalcanal abzulenken. Im August begleitete sie Konvois zu den Fidschiinseln und den Neuen Hebriden.
Im September half sie, die Landung von Verstärkungstruppen auf Guadalcanal zu decken. In der folgenden Schlacht von Cape Esperance wurde sie von japanischen Granaten beschädigt. Die Boise lief zur Philadelphia Naval Shipyard, wo sie vom 19. November 1942 bis 20. März 1943 repariert wurde.
Am 8. Juni 1943 lief sie ins Mittelmeer, wo sie am 21. Juni in Algier eintraf. Zwischen dem 10. Juli und dem 18. August war die Boise an der Landung auf Sizilien (Operation Husky) als Begleitschutz und zur Feuerunterstützung beteiligt. Im September war sie an den Landungen bei Tarent und Salerno (Operation Avalanche) beteiligt. Danach kehrte der Kreuzer nach New York zurück und lief in den Südpazifik, wo er am 31. Dezember in der Milne Bay, Neuguinea, ankam.

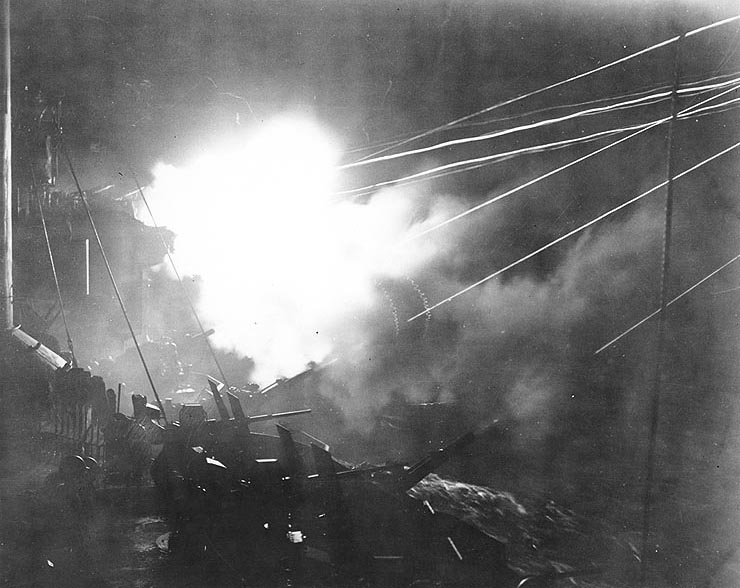
Die USS Boise beim Beschuss der Nordküste von Neuguinea

Von Januar bis September 1944 nahm sie an Operationen an der Nordküste von Neuguinea teil. Vom 3. bis zum 16. Juni 1945 brachte sie General Douglas MacArthur zu den Philippinen und Brunei. Danach kehrte sie nach San Pedro, Kalifornien, zurück, wo sie am 7. Juli ankam.
Der Kreuzer blieb im Bereich von San Pedro zu Überholung und zu Übungszwecken. Am 3. Oktober lief sie zur Ostküste, wo sie am 20. Oktober in New York eintraf. Dort blieb sie bis zu ihrer Außerdienststellung am 1. Juli 1946. Am 11. Januar 1951 wurde sie gemeinsam mit ihrem Schwesterschiff Phoenix an Argentinien verkauft, wo sie als Nueve de Julio in Dienst gestellt wurde. Sie blieb dort bis 1978, als sie außer Dienst gestellt und zur Verschrottung nach Japan gebracht wurde.
Die Boise erhielt für ihre Einsätze im Zweiten Weltkrieg elf Battle Stars.